# Kreuzweg (Assamstadt)

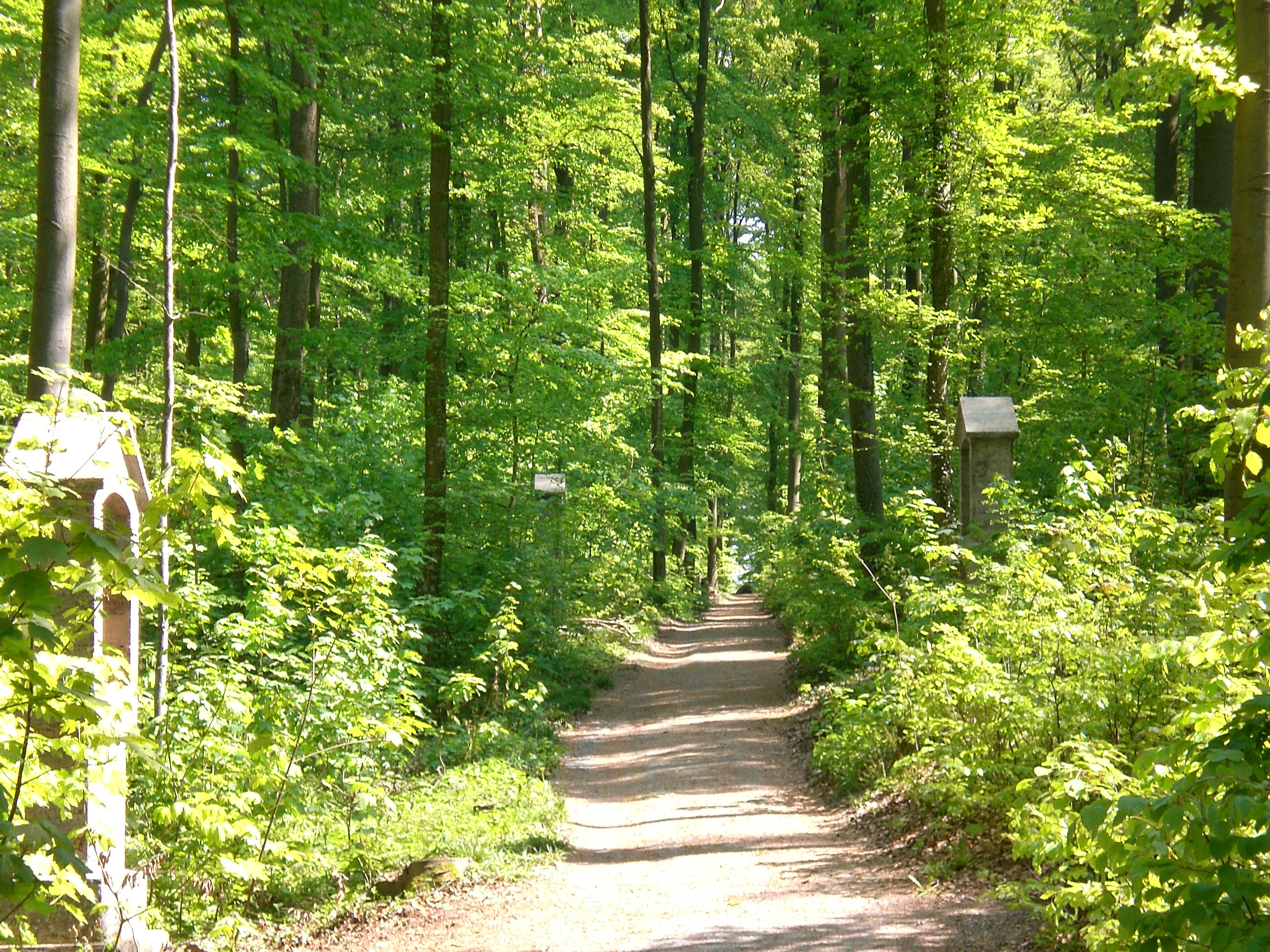
Der Kreuzweg zum Steffeskirchle bei Assamstadt, 2000

Der Kreuzweg in Assamstadt, einer Gemeinde im Main-Tauber-Kreis in Baden-Württemberg, befindet sich südöstlich von Assamstadt in einem Waldgebiet, das oberhalb der Asmundhalle beginnt. Am Beginn des Zweiten Weltkrieges versprach die Gemeinde mit dem damaligen Pfarrer Wilhelm Frank die Errichtung eines Kreuzwegs auf dem Weg zum Steffeskirchle für den Fall, dass die Gemeinde Assamstadt den Krieg einigermaßen unbeschadet überstehen würde. Nach Kriegsende wurde dann der Bildhauermeister Anton Göbel aus Assamstadt beauftragt, den Kreuzweg anzufertigen. Von 1946 bis 1949 schuf der Künstler die 14 Stationen sowie zwei weitere als Vorab- und Abschlussstation. Die Kreuzwegstationen bestehen aus geschnitztem Holz. Der Freilandkreuzweg liegt im Bereich der Seelsorgeeinheit Krautheim-Ravenstein-Assamstadt, die dem Dekanat Tauberbischofsheim des Erzbistums Freiburg zugeordnet ist. Die Kreuzwegstationen stehen unter Denkmalschutz.

## Kreuzwegstationen
Der Assamstadter Kreuzweg umfasst 14 Stationen sowie eine Vorab- und eine Anschlussstation, welche die folgenden Inschriften aufweisen:

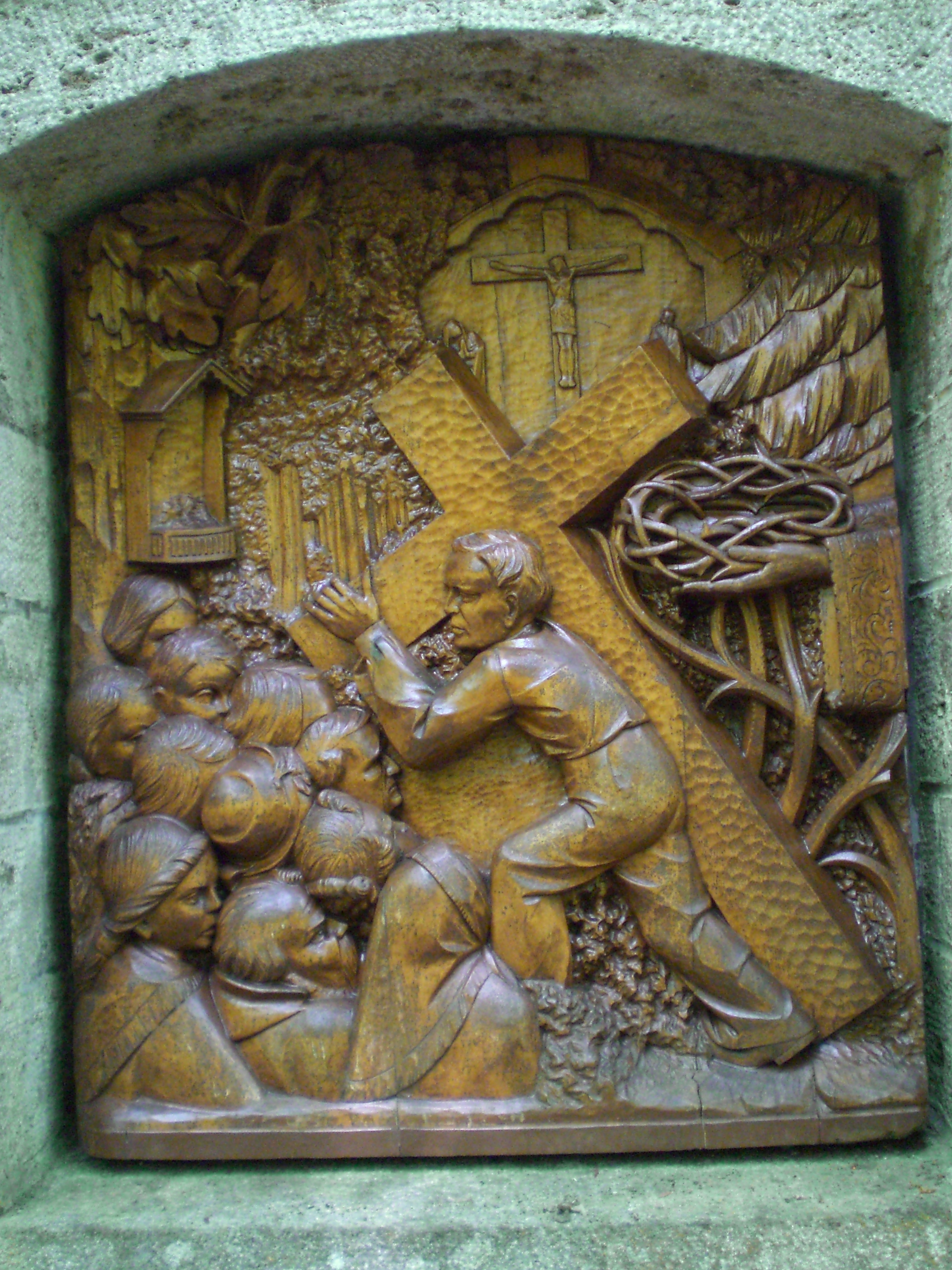
(Vorab-Station) Sühne, Selbstheilung, Apostolat.
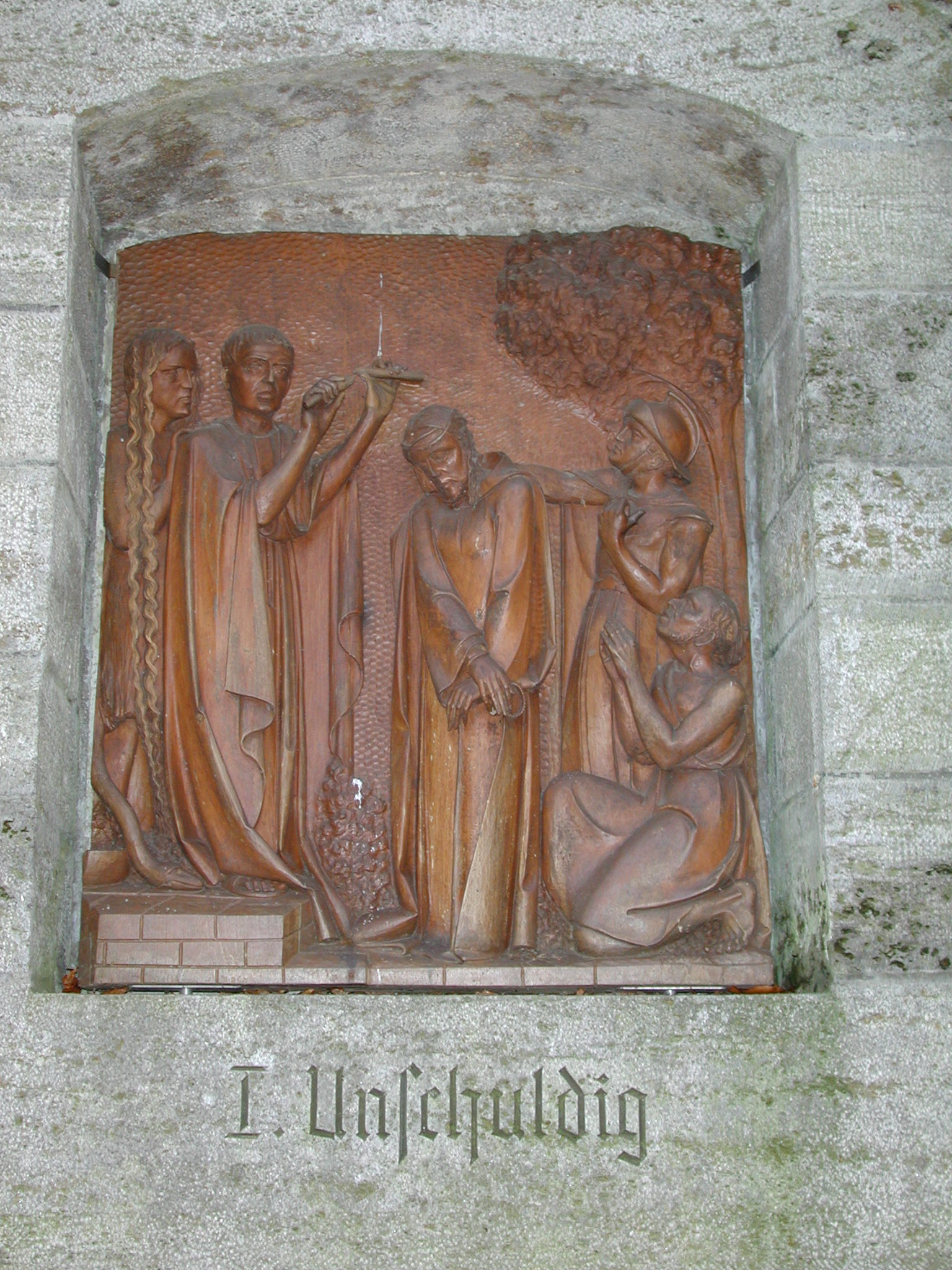
I. Unschuldig
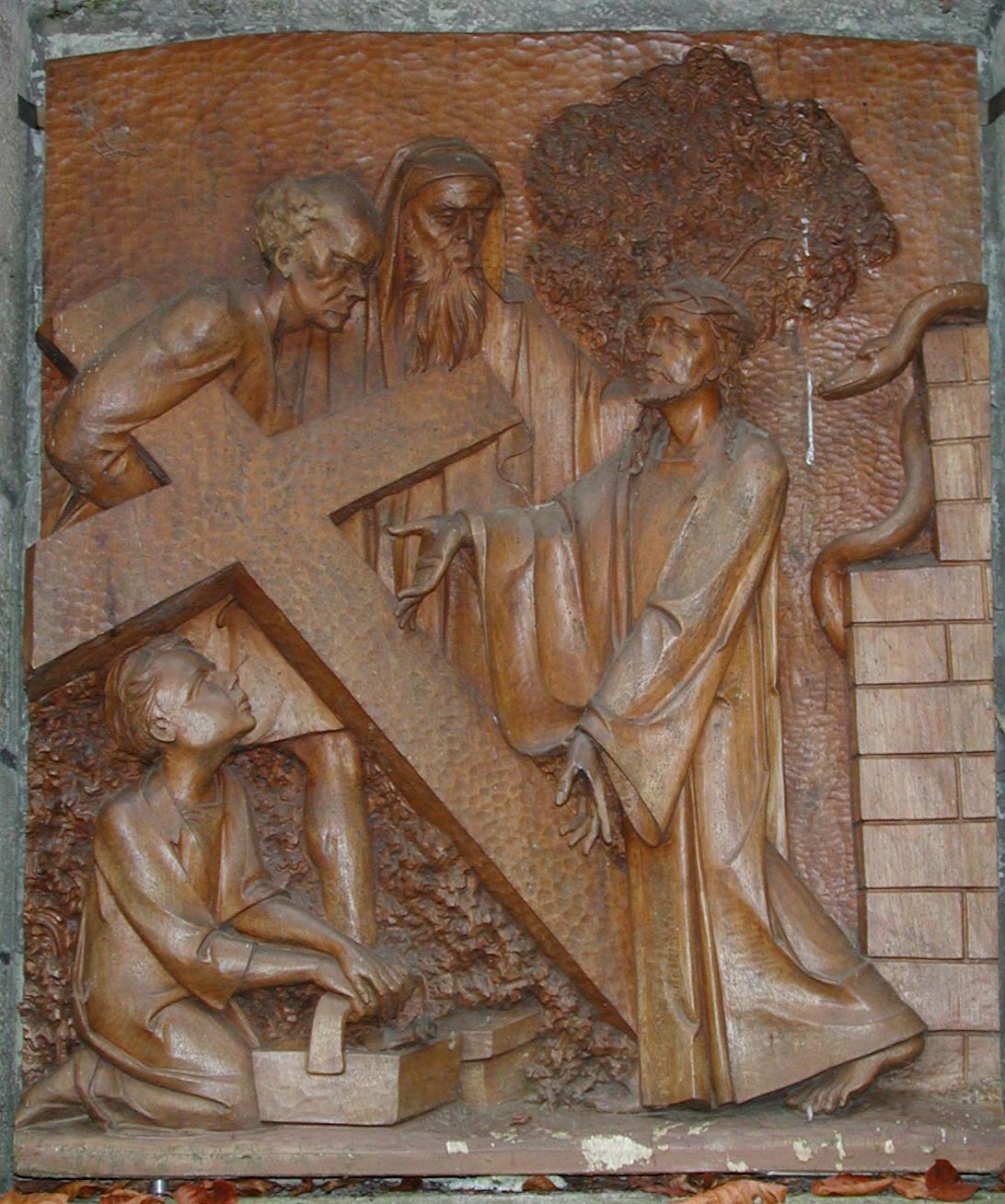
II. Leidenssehnsucht
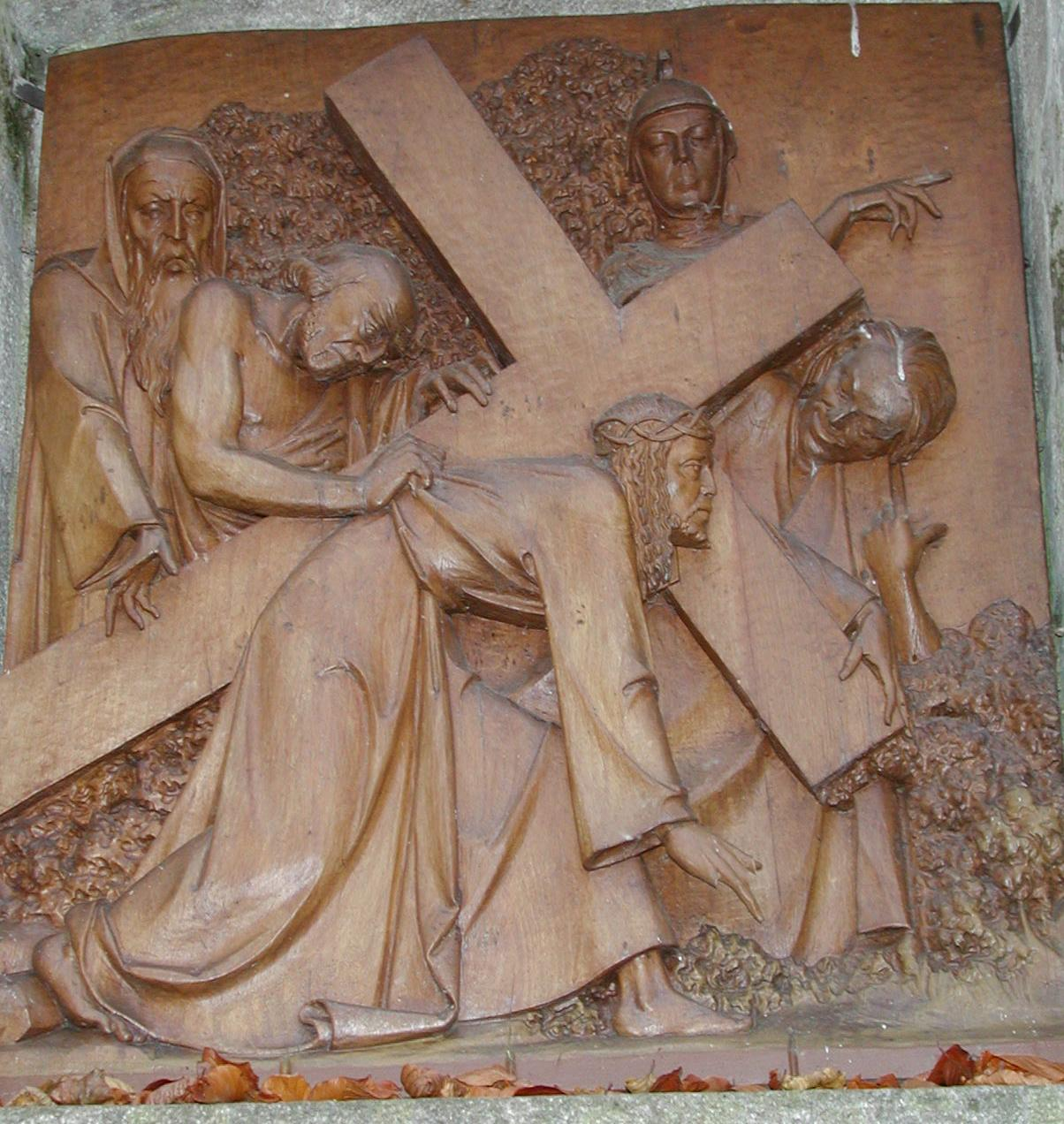
III. Der Sünde Last
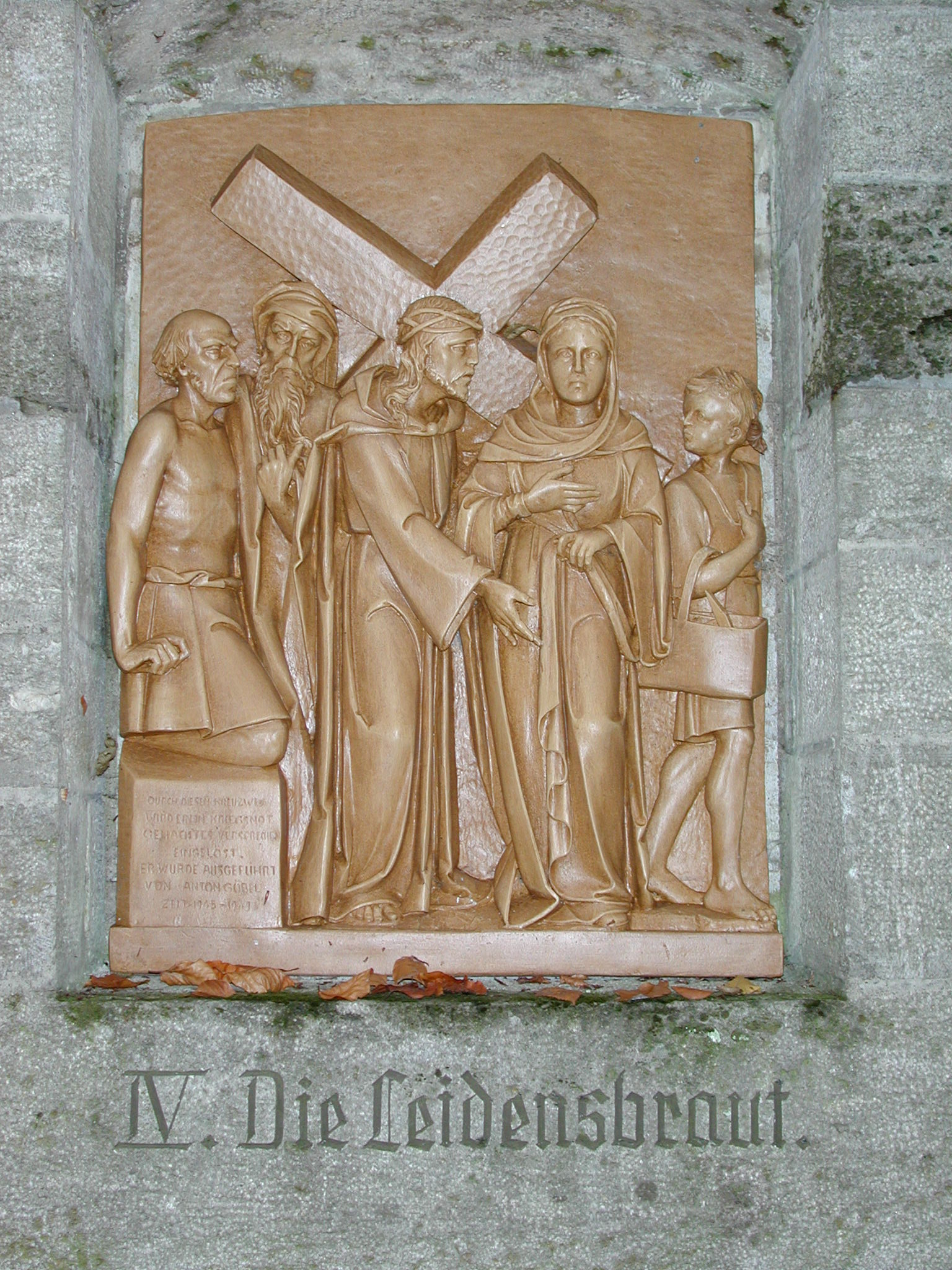
IV. Die Leidensbraut
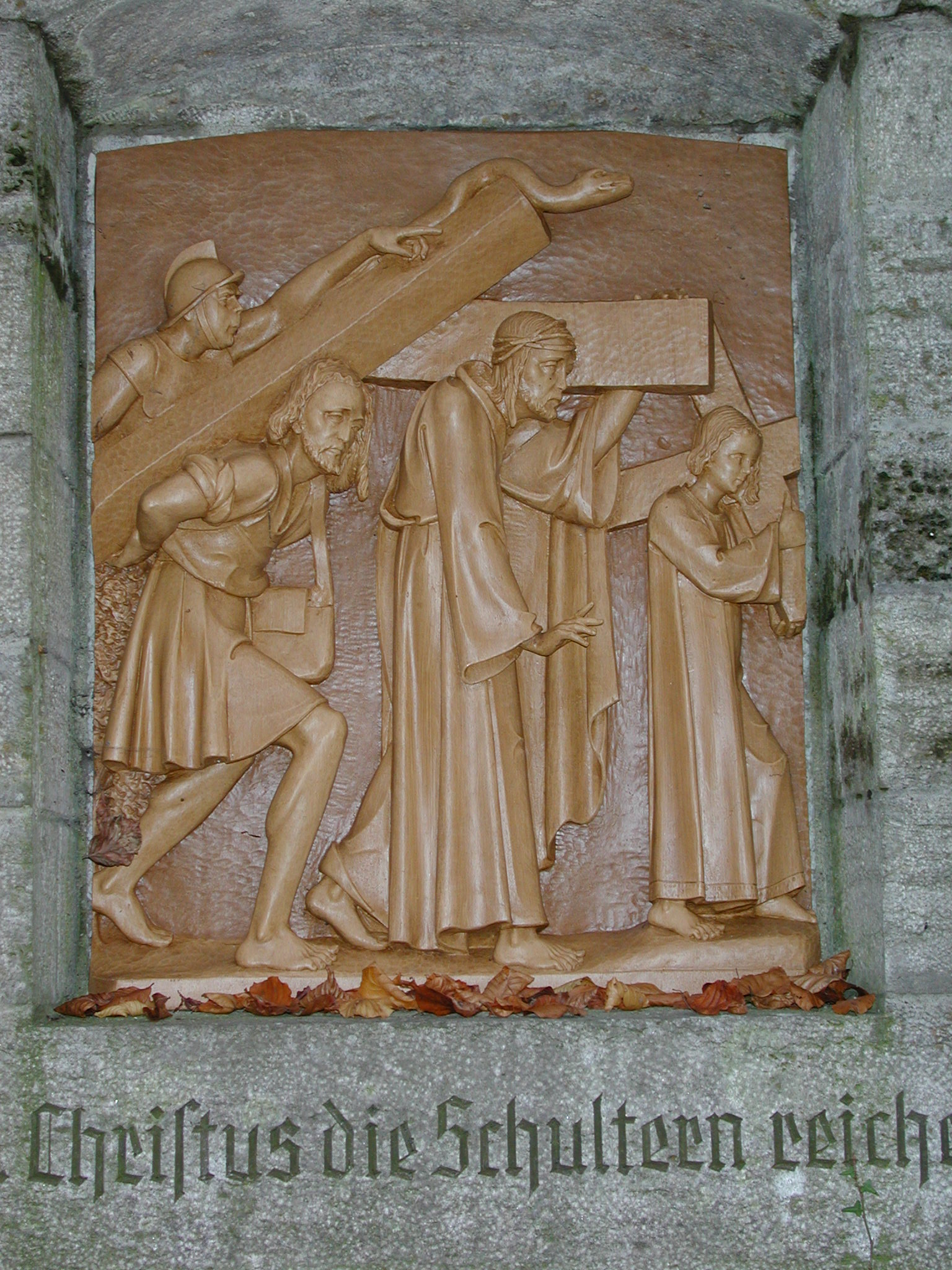
V. Christus die Schultern reichen
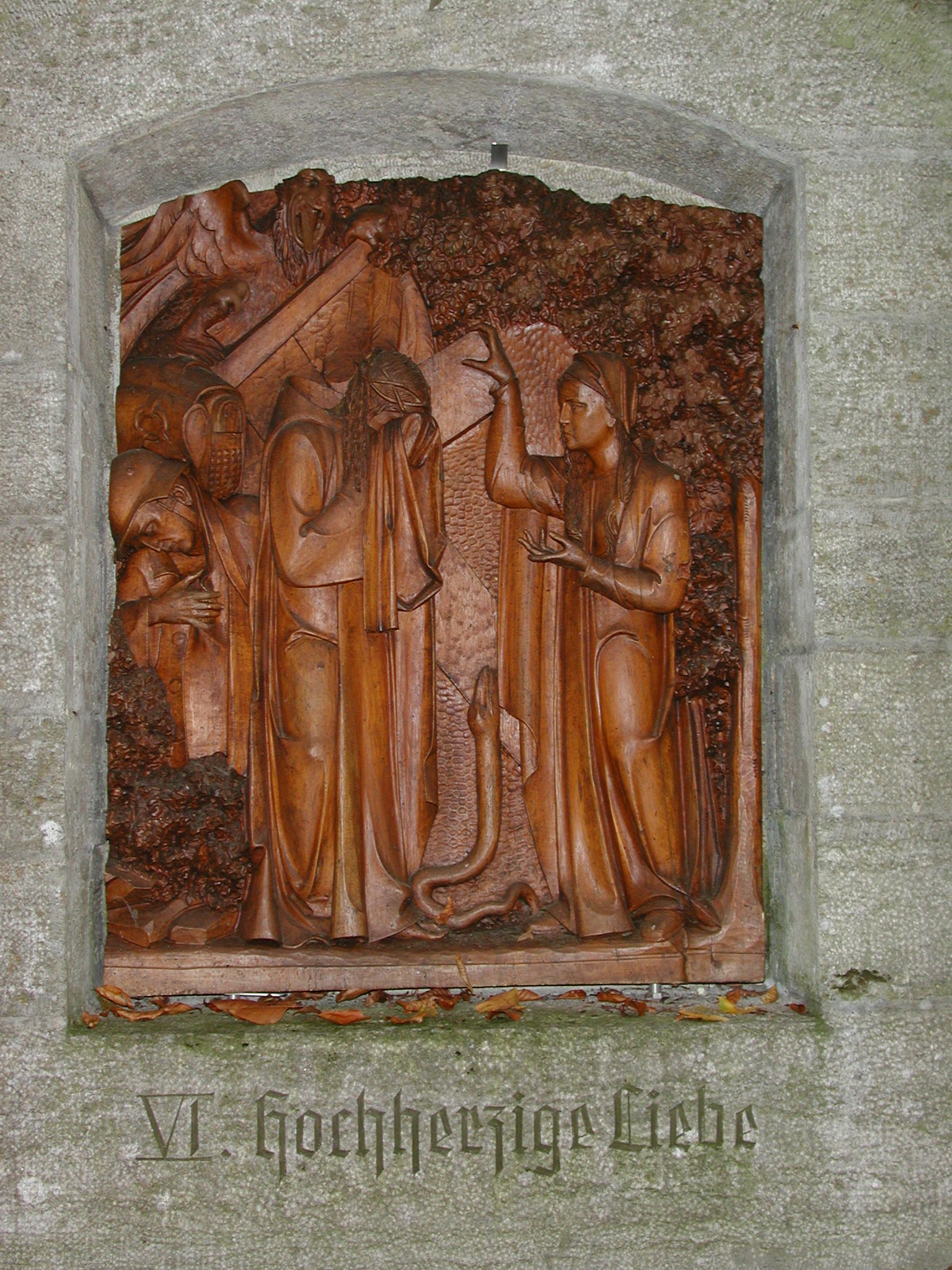
VI. Hochherzige Liebe
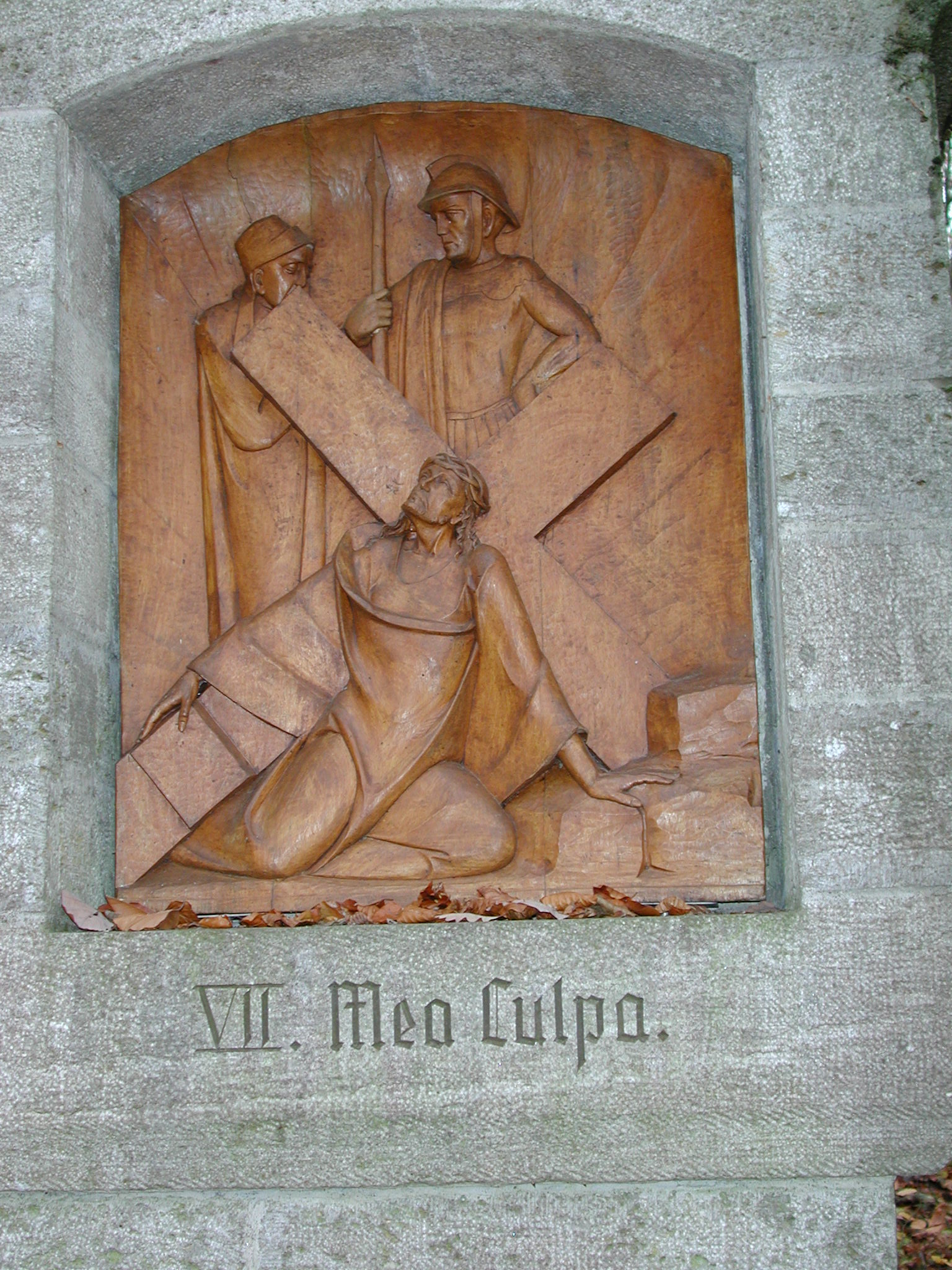
VII. Mea Culpa
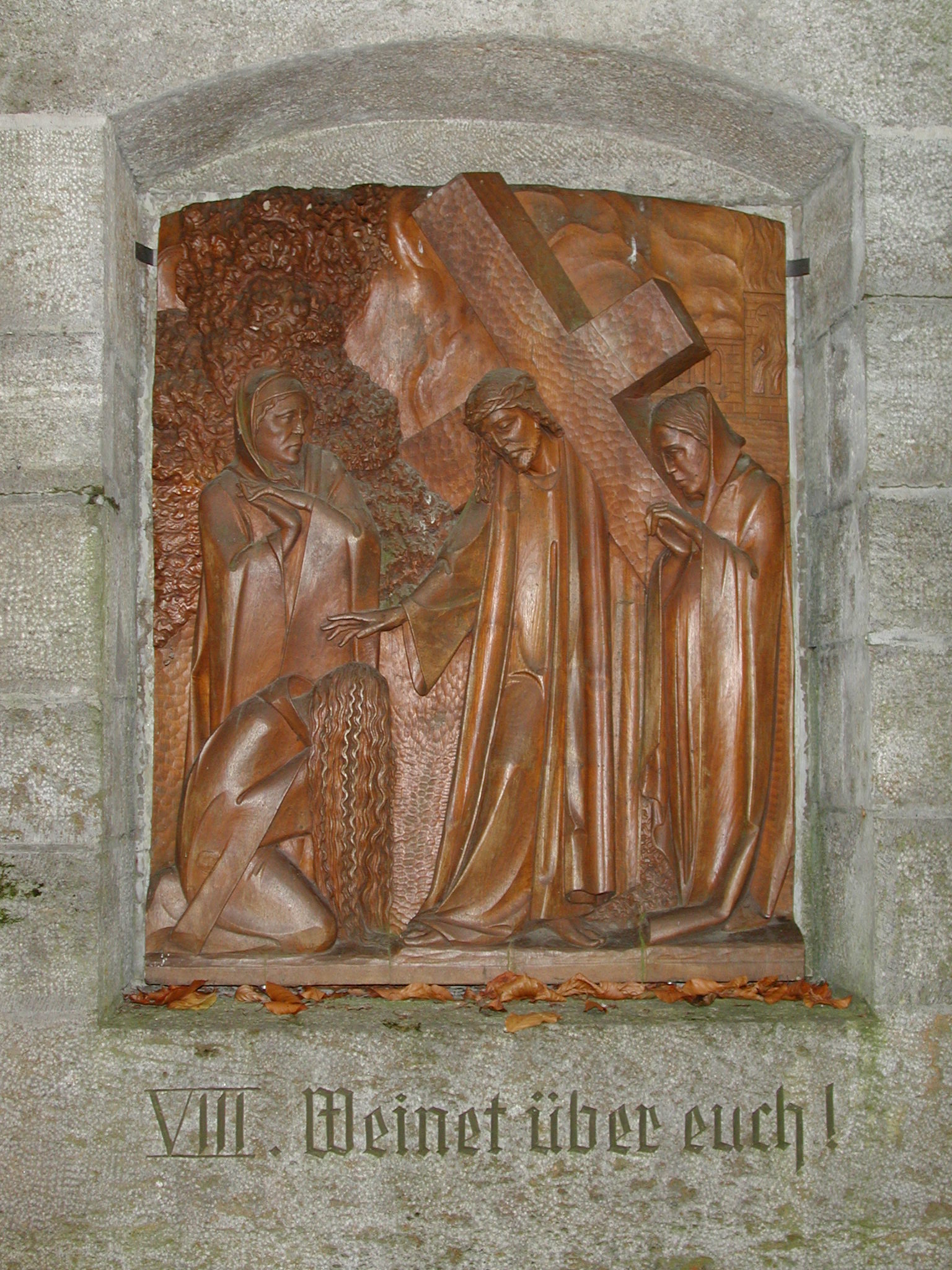
VIII. Weinet über Euch
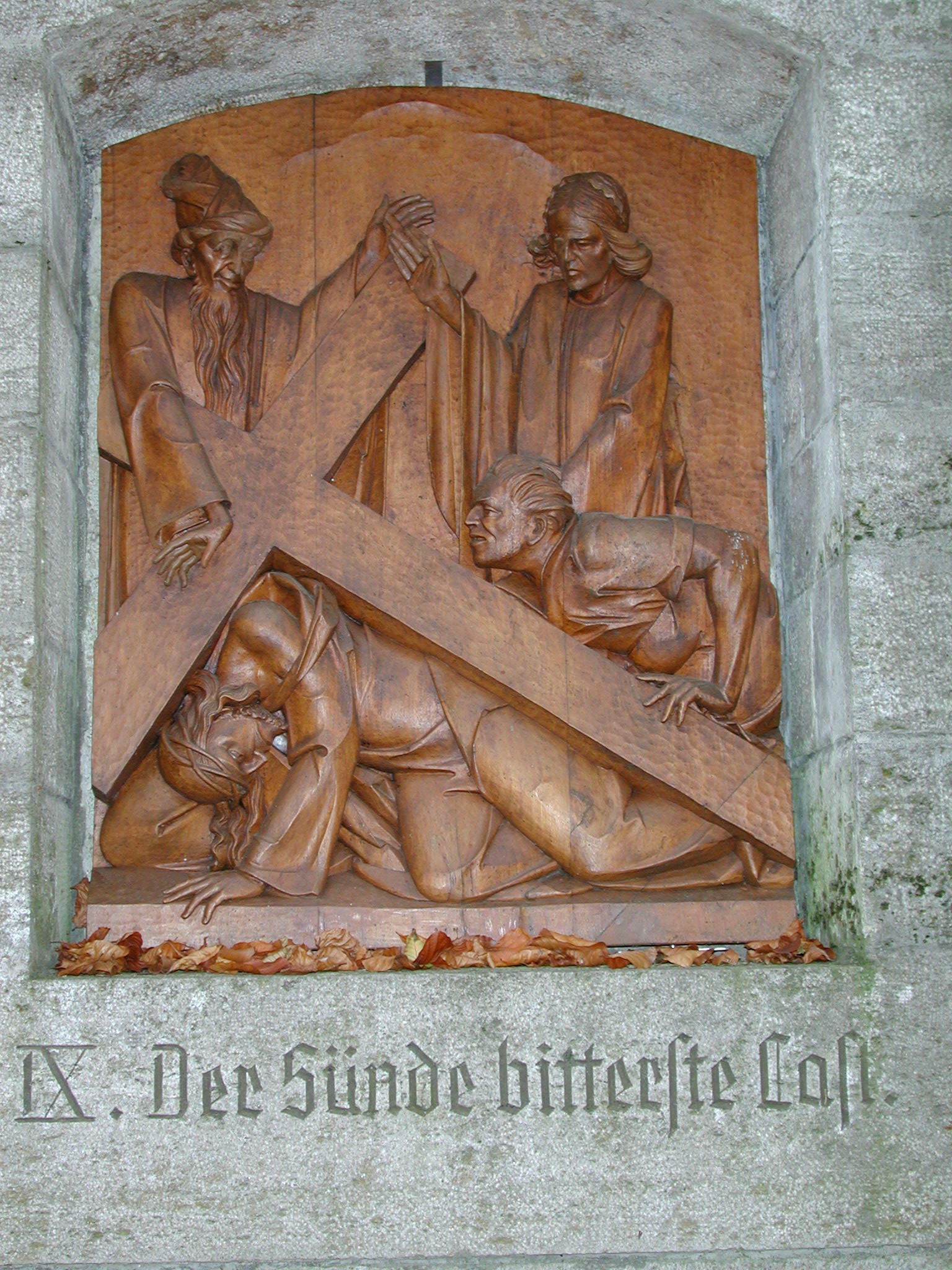
IX. Der Sünde bitterste Last
X. Auch das noch
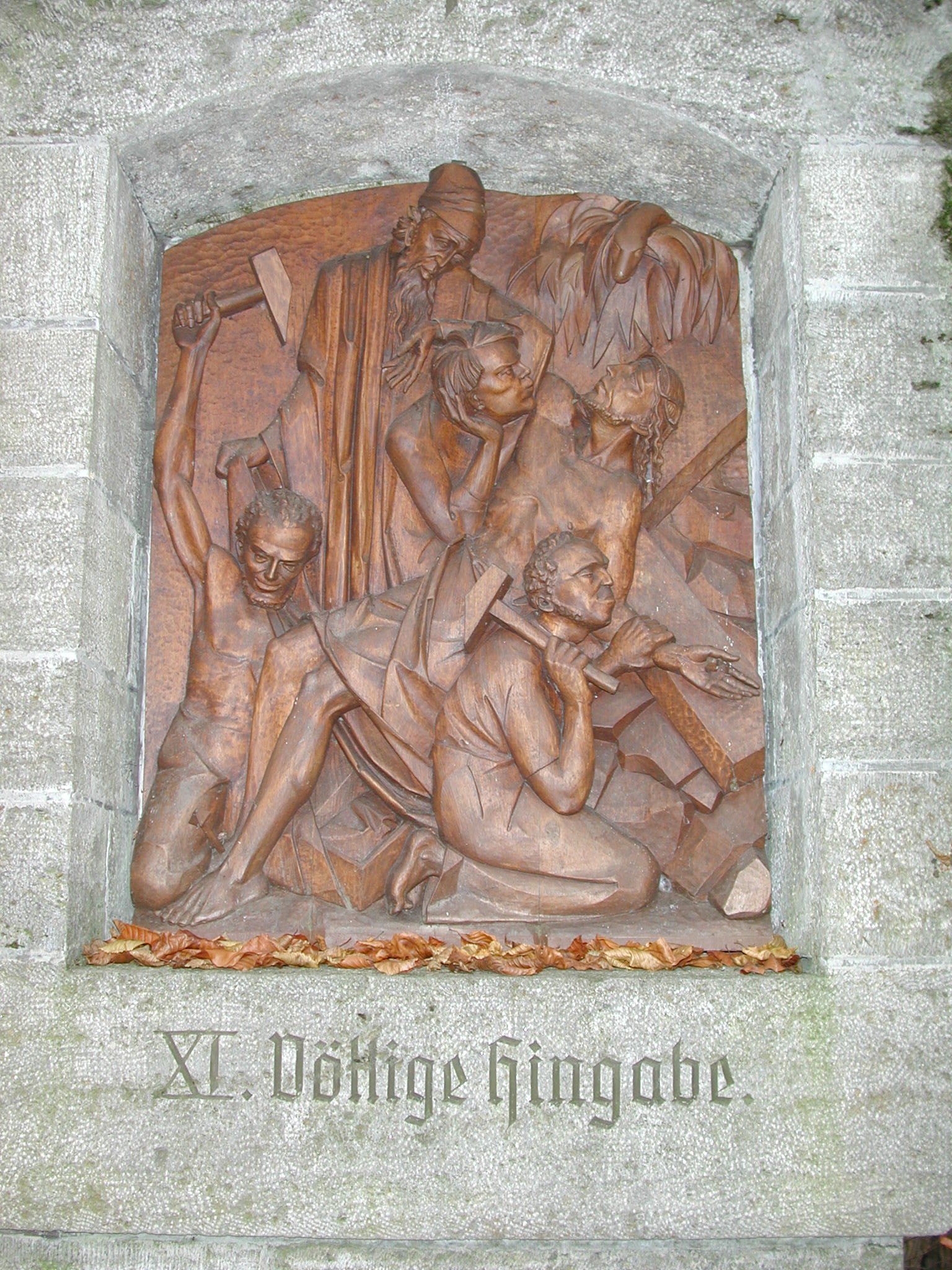
XI. Völlige Hingabe
XII. Unser Sühneopfer
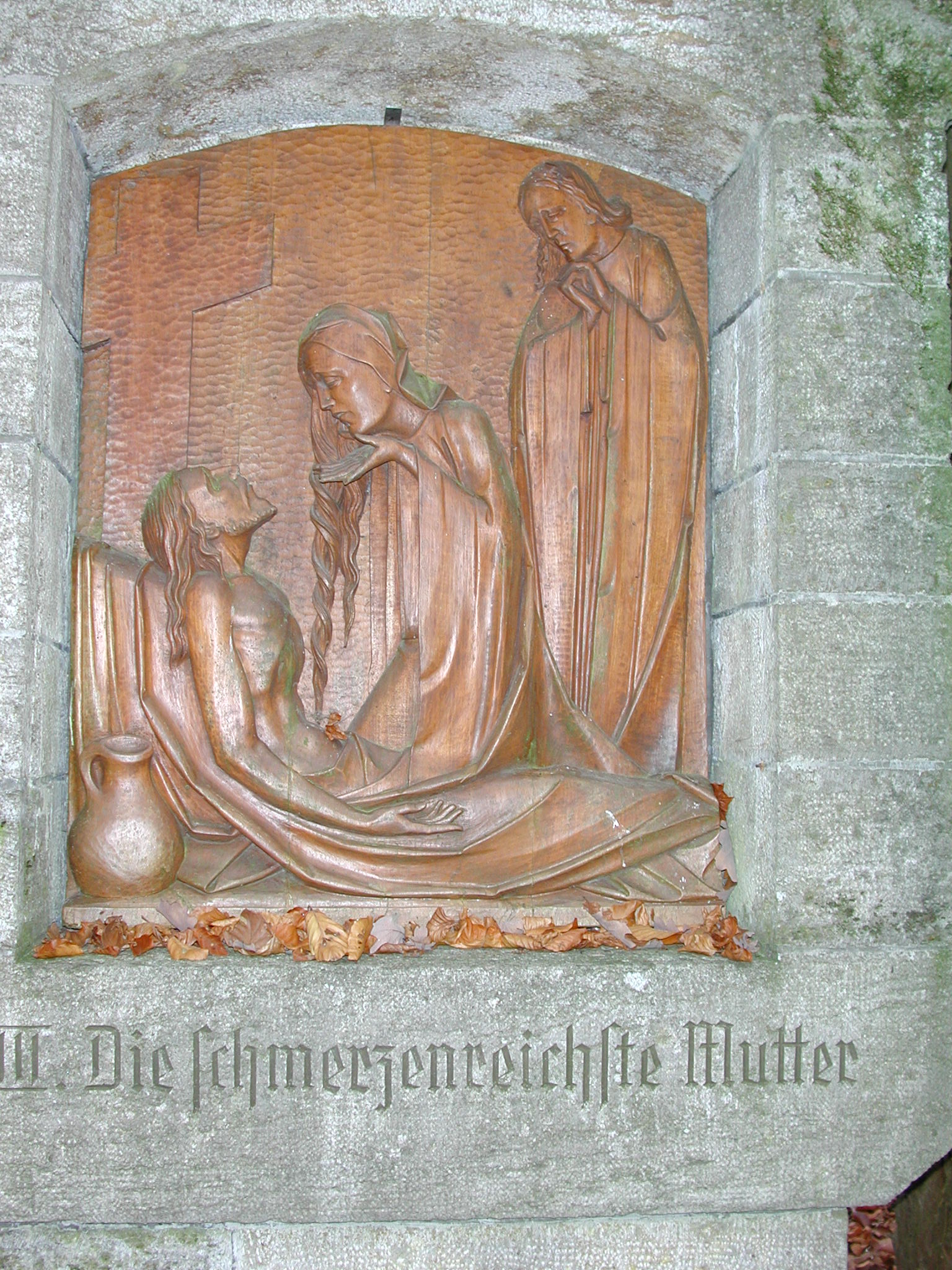
XIII. Die schmerzensreichste Mutter
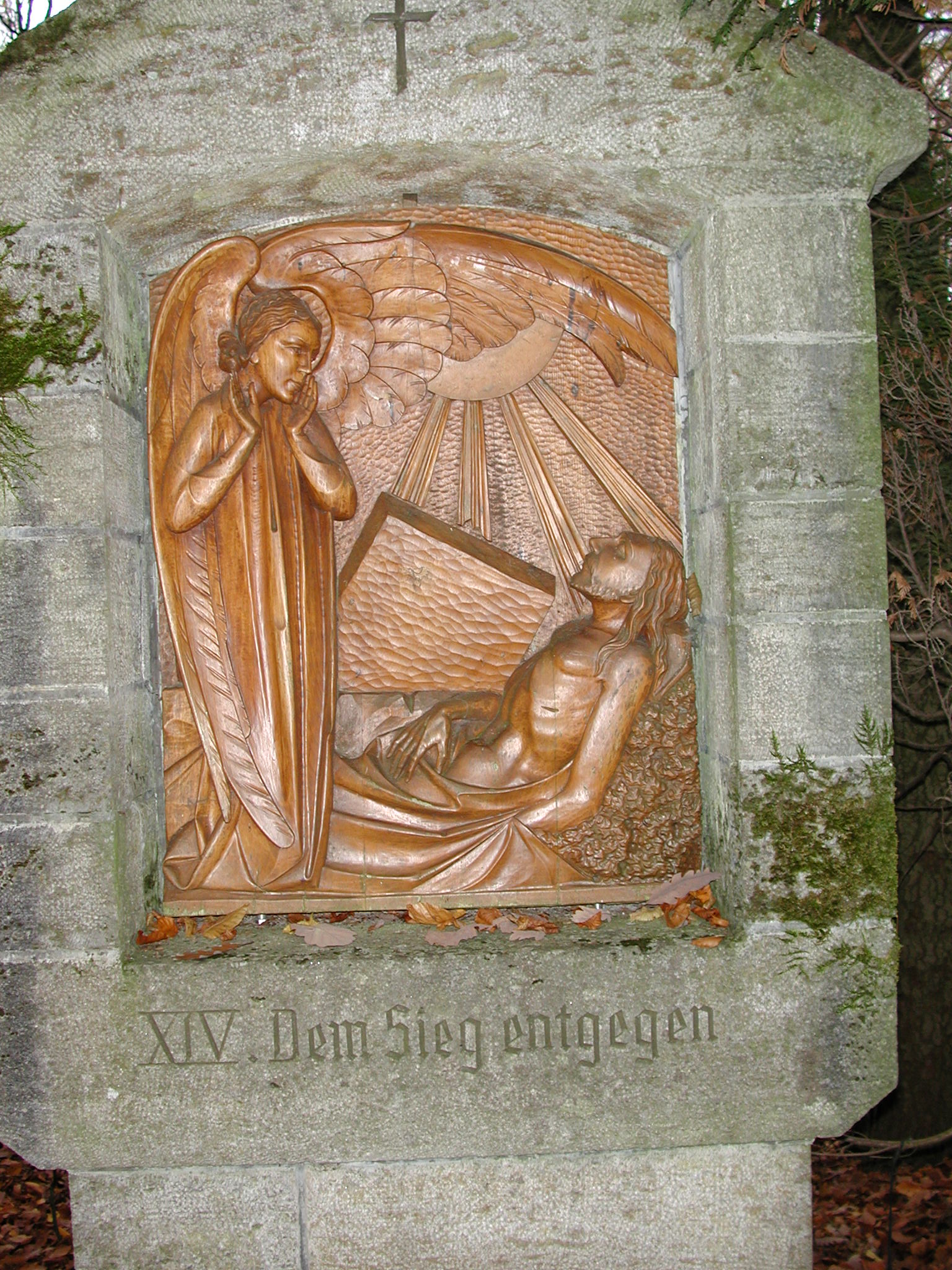
XIV. Dem Sieg entgegen
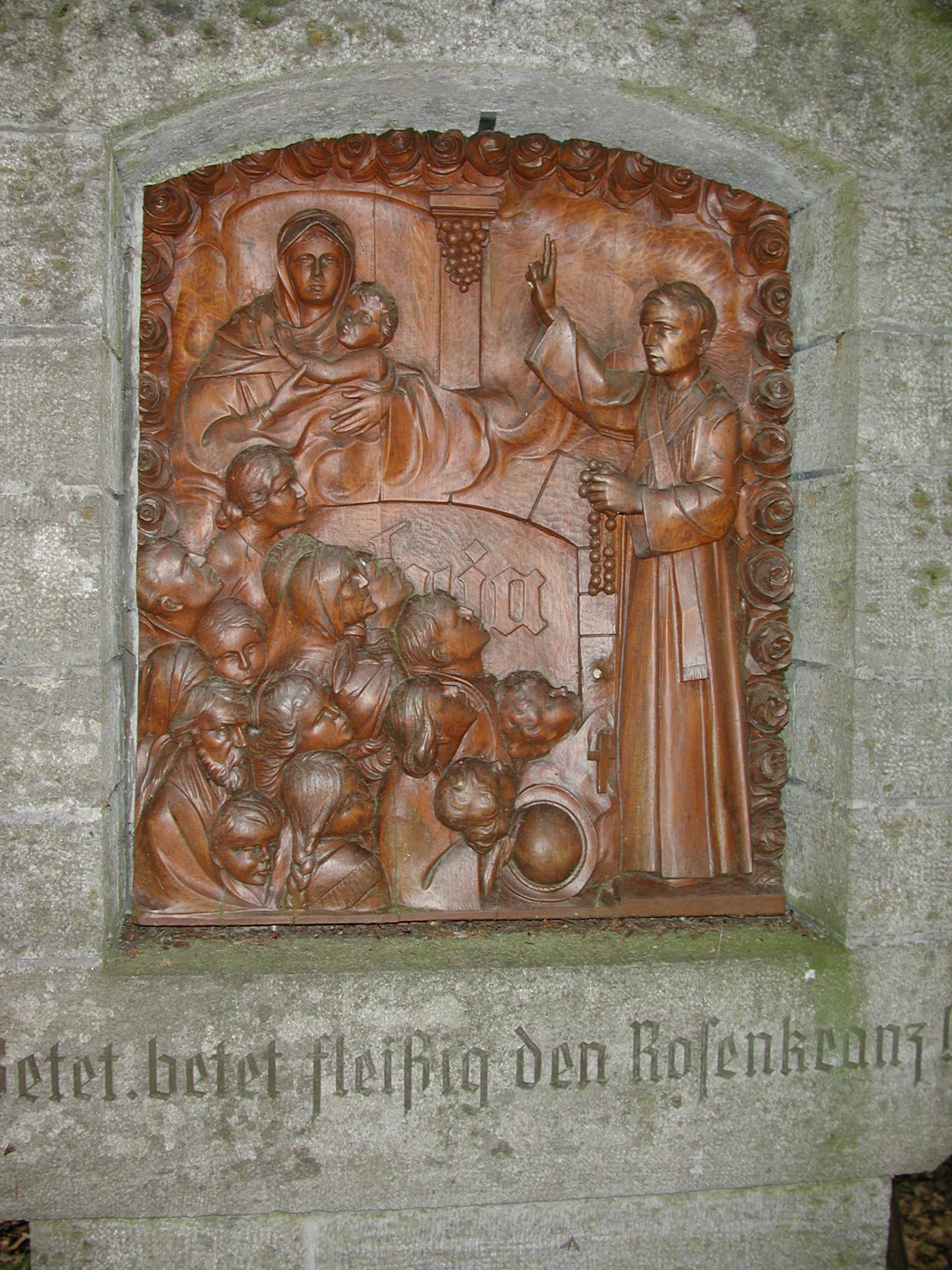
(Abschluss-Station) Betet, betet fleißig den Rosenkranz!